# Gergely Árvay
Gergely Árvay (n. 4 noiembrie 1790, Vajta- d. 8 iulie 1871, Buda) a fost un scriitor, traducător, povestitor și călugăr piarist maghiar.